# Sharaf al-Zamān Ṭāhir al-Marwazī
Ne pas confondre avec ibn Abd Allah al-Marwazi, astronome, mort en 870
al-Hakim al-Marwazi, juriste musulman de Merv, mort en 945
Sharaf al-Zamān Ṭāhir al-Marwazī ou Marvazī (arabe : شرف الزمان طاهر المروزي; 1056 ou 1057 - 1124 ou 1125) est médecin. Il a écrit une Nature des Animaux (كتاب طبائع الحيوان البحري والبري Kitāb Ṭabāʾiʿ al-Ḥayawān al-Baḥrī wa-al-Barrī).
Il est né à Merv, dans le Khorassan, en Perse.

## Nature des Animaux
Al-Marwazī s'appuie sur les travaux d'Aristote, Dioscoride, Claude Galien, Oribase, Timothée de Gaza, Paul d'Egine, et le polygraphe arabe al-Jahiz. Le livre comporte cinq chapitres. :
- Des êtres humains
- Des quadrupèdes sauvages et domestiques
- Des oiseaux terrestres et marins
- Des créatures venimeuses
- Des animaux marins

## Médecin
Al-Marwazi fut médecin à la cour du sultan seldjoukide Malik Shah I et de ses successeurs. En tant que médecin, il témoigna de ses observations sur les vers parasites.